# Dikerogammarus fluviatilis
Dikerogammarus fluviatilis is een vlokreeftensoort uit de familie van de Gammaridae. De wetenschappelijke naam van de soort is voor het eerst geldig gepubliceerd in 1919 door Martynov.